# Repenomamus
Repenomamus byl rod jednoho z největších známých druhohorních savců. Žil asi před 125 miliony let (období spodní křídy) na území dnešní Číny (provincie Liao-ning, tzv. Jeholská biota).

## Popis
Dnes známe jen dva druhy tohoto rodu, R. robustus (formálně popsaný v roce 2000) a R. giganticus, popsaný v roce 2005. Druhý popsaný druh dosahoval délky až přes 1 metr a hmotnosti asi 14 až 16 kg. Byl tedy mnohonásobně větší než drtivá většina ostatních druhohorních savců. Ze současných živočichů připomínal vzhledem, a snad i způsobem života, nejvíce ďábla medvědovitého. Oba druhy patří do čeledi Repenomamidae, která je součástí vyhynulé skupiny savců, zvané Triconodonta. Jednalo se o poměrně robustního a na svoji velikost patrně nebezpečného tvora, schopného ulovit i stejně velké nebo dokonce mírně větší obratlovce.

## Požírač dinosaurů
Velmi zajímavým objevem z roku 2005 bylo zjištění, že R. robustus požíral také mláďata malého ptakopánvého dinosaura rodu Psittacosaurus. Fosilie tohoto druhu byly totiž objeveny v břišní dutině dávného savce. Není ovšem jisté, zda šlo o požírání živého uloveného jedince, nebo pouze jeho mršiny. Díky tomuto nálezu byl také vyobrazen v cyklu Ve stínu dinosaurů.
Podobná fosilie tzv. bojující dvojice psitakosaura a repenomama byla objevena a formálně popsána v roce 2023, panují ale pochybnosti, zda se nejedná o umně zhotovený padělek (kompozit více fosilních koster).